# Élections cantonales de 2011 en Haute-Corse
Les élections cantonales ont eu lieu les 20 et 27 mars 2011.

## Contexte départemental

### Assemblée départementale sortante
Avant les élections, le conseil général de la Haute-Corse est présidé par Joseph Castelli (DVG). Il comprend 30 conseillers généraux issus des 30 cantons de la Haute-Corse. 14 d'entre eux sont renouvelables lors de ces élections.
| Parti                             | Sigle | Élus |
| --------------------------------- | ----- | ---- |
| Majorité (19 sièges)              |       |      |
| Divers gauche                     | DVG   | 7    |
| Parti radical de gauche           | PRG   | 6    |
| Parti socialiste                  | PS    | 6    |
| Opposition (11 sièges)            |       |      |
| Union pour un mouvement populaire | UMP   | 8    |
| Sans étiquette                    | SE    | 3    |
| Président du conseil général      |       |      |
| Joseph Castelli (DVG)             |       |      |

## Résultats à l'échelle du département

### Résultats en nombre de sièges
| Parti | Sièges mis en jeu | Élus | Évolution |
| ----- | ----------------- | ---- | --------- |
| PS    | 3                 | 3    | =         |
| DVG   | 5                 | 5    | =         |
| DVD   | 1                 | 2    | +1        |
| PRG   | 3                 | 3    | =         |
| UMP   | 2                 | 1    | -1        |

### Assemblée départementale à l'issue des élections
| Parti                             | Sigle | Élus |
| --------------------------------- | ----- | ---- |
| Majorité (21 sièges)              |       |      |
| Divers gauche                     | DVG   | 11   |
| Parti radical de gauche           | PRG   | 8    |
| Parti socialiste                  | PS    | 2    |
| Opposition (9 sièges)             |       |      |
| Divers droite                     | DVD   | 5    |
| Union pour un mouvement populaire | UMP   | 3    |
| Mouvement démocrate               | MoDem | 1    |
| Président du conseil général      |       |      |
| Joseph Castelli (DVG)             |       |      |

## Résultats par canton

### Canton d'Alto-di-Casacconi
| Candidats      | Candidats            | Étiquette      | Premier tour | Premier tour |
| Candidats      | Candidats            | Étiquette      | Voix         | %            |
| -------------- | -------------------- | -------------- | ------------ | ------------ |
|                | Jean-Marie Vecchioni | DVG            | 1 248        | 59,91        |
|                | François Pancrazi*   | UMP            | 704          | 33,80        |
|                | Charles Casabianca   | PCF            | 131          | 6,29         |
|                |                      |                |              |              |
| Inscrits       | Inscrits             | Inscrits       | 2 784        | 100,00       |
| Abstentions    | Abstentions          | Abstentions    | 610          | 21,91        |
| Votants        | Votants              | Votants        | 2 174        | 78,09        |
| Blancs et nuls | Blancs et nuls       | Blancs et nuls | 91           | 4,19         |
| Exprimés       | Exprimés             | Exprimés       | 2 083        | 95,81        |

*sortant

### Canton de Bastia-1
| Candidats      | Candidats          | Étiquette      | Premier tour | Premier tour | Second tour | Second tour |
| Candidats      | Candidats          | Étiquette      | Voix         | %            | Voix        | %           |
| -------------- | ------------------ | -------------- | ------------ | ------------ | ----------- | ----------- |
|                | Jean-Louis Milani* | UMP            | 754          | 39,64        | 1 087       | 62,17       |
|                | Jacques Orsini     | DVG            | 351          | 18,45        | 662         | 37,85       |
|                | Michel Castellani  | REG            | 283          | 14,88        |             |             |
|                | Toussainte Devoti  | PCF            | 270          | 14,20        |             |             |
|                | Rosa Prosperi      | REG            | 146          | 7,68         |             |             |
|                | Tony Cardi         | FN             | 52           | 2,73         |             |             |
|                | Aïda Joseph        | ECO            | 46           | 2,42         |             |             |
|                |                    |                |              |              |             |             |
| Inscrits       | Inscrits           | Inscrits       | 3 140        | 100,00       | 3 142       | 100,00      |
| Abstentions    | Abstentions        | Abstentions    | 1 187        | 37,80        | 1 264       | 40,23       |
| Votants        | Votants            | Votants        | 1 953        | 62,20        | 1 878       | 59,77       |
| Blancs et nuls | Blancs et nuls     | Blancs et nuls | 51           | 2,61         | 129         | 6,87        |
| Exprimés       | Exprimés           | Exprimés       | 1 902        | 97,39        | 1 749       | 93,13       |

*sortant

### Canton de Bastia-3
| Candidats      | Candidats             | Étiquette      | Premier tour | Premier tour |
| Candidats      | Candidats             | Étiquette      | Voix         | %            |
| -------------- | --------------------- | -------------- | ------------ | ------------ |
|                | Jean-Jacques Vendasi* | PRG            | 460          | 54,44        |
|                | Bernard Césari        | REG            | 176          | 20,83        |
|                | Philippe Ristorcelli  | PCF            | 120          | 14,20        |
|                | Gérard Dykstra        | REG            | 51           | 6,04         |
|                | Marc Cerf             | FN             | 38           | 4,50         |
|                |                       |                |              |              |
| Inscrits       | Inscrits              | Inscrits       | 1 438        | 100,00       |
| Abstentions    | Abstentions           | Abstentions    | 568          | 39,50        |
| Votants        | Votants               | Votants        | 870          | 60,50        |
| Blancs et nuls | Blancs et nuls        | Blancs et nuls | 25           | 2,87         |
| Exprimés       | Exprimés              | Exprimés       | 845          | 97,13        |

*sortant

### Canton de Belgodère
| Candidats      | Candidats             | Étiquette      | Premier tour | Premier tour |
| Candidats      | Candidats             | Étiquette      | Voix         | %            |
| -------------- | --------------------- | -------------- | ------------ | ------------ |
|                | Pierre-Marie Mancini* | PS             | 1 444        | 61,71        |
|                | François Croce        | REG            | 806          | 34,44        |
|                | Philippe Suzzoni      | FN             | 90           | 3,85         |
|                |                       |                |              |              |
| Inscrits       | Inscrits              | Inscrits       | 3 500        | 100,00       |
| Abstentions    | Abstentions           | Abstentions    | 1 124        | 32,11        |
| Votants        | Votants               | Votants        | 2 376        | 67,89        |
| Blancs et nuls | Blancs et nuls        | Blancs et nuls | 36           | 1,52         |
| Exprimés       | Exprimés              | Exprimés       | 2 340        | 98,48        |

*sortant

### Canton de Campoloro-di-Moriani
| Candidats      | Candidats             | Étiquette      | Premier tour | Premier tour |
| Candidats      | Candidats             | Étiquette      | Voix         | %            |
| -------------- | --------------------- | -------------- | ------------ | ------------ |
|                | Pierre Louis Nicolai* | DVG            | 2 006        | 76,62        |
|                | Francis Croce         | REG            | 612          | 23,38        |
|                |                       |                |              |              |
| Inscrits       | Inscrits              | Inscrits       | 5 235        | 100,00       |
| Abstentions    | Abstentions           | Abstentions    | 2 419        | 46,21        |
| Votants        | Votants               | Votants        | 2 816        | 53,79        |
| Blancs et nuls | Blancs et nuls        | Blancs et nuls | 198          | 7,03         |
| Exprimés       | Exprimés              | Exprimés       | 2 618        | 92,97        |

*sortant

### Canton de Capobianco
| Candidats      | Candidats         | Étiquette      | Premier tour | Premier tour |
| Candidats      | Candidats         | Étiquette      | Voix         | %            |
| -------------- | ----------------- | -------------- | ------------ | ------------ |
|                | François Orlandi* | PRG            | 1 017        | 52,53        |
|                | Sébastien Quenot  | REG            | 401          | 20,71        |
|                | Dominique Cervoni | DVG            | 372          | 19,21        |
|                | Ange Francioni    | PCF            | 146          | 7,54         |
|                |                   |                |              |              |
| Inscrits       | Inscrits          | Inscrits       | 2 852        | 100,00       |
| Abstentions    | Abstentions       | Abstentions    | 879          | 30,82        |
| Votants        | Votants           | Votants        | 1 973        | 69,18        |
| Blancs et nuls | Blancs et nuls    | Blancs et nuls | 37           | 1,88         |
| Exprimés       | Exprimés          | Exprimés       | 1 936        | 98,12        |

*sortant

### Canton de Castifao-Morosaglia
| Candidats      | Candidats       | Étiquette      | Premier tour | Premier tour |
| Candidats      | Candidats       | Étiquette      | Voix         | %            |
| -------------- | --------------- | -------------- | ------------ | ------------ |
|                | Jacques Costa*  | PRG            | 1 352        | 63,44        |
|                | Hyacinthe Vanni | REG            | 482          | 22,62        |
|                | Damien Poletti  | REG            | 297          | 13,94        |
|                |                 |                |              |              |
| Inscrits       | Inscrits        | Inscrits       | 3 096        | 100,00       |
| Abstentions    | Abstentions     | Abstentions    | 901          | 29,10        |
| Votants        | Votants         | Votants        | 2 195        | 70,90        |
| Blancs et nuls | Blancs et nuls  | Blancs et nuls | 64           | 2,92         |
| Exprimés       | Exprimés        | Exprimés       | 2 131        | 97,08        |

*sortant

### Canton de la Conca-d'Oro
| Candidats      | Candidats           | Étiquette      | Premier tour | Premier tour | Second tour | Second tour |
| Candidats      | Candidats           | Étiquette      | Voix         | %            | Voix        | %           |
| -------------- | ------------------- | -------------- | ------------ | ------------ | ----------- | ----------- |
|                | Claudy Olmeta*      | DVD            | 1 194        | 37,68        | 1 425       | 42,45       |
|                | Jean-Baptiste Arena | REG            | 952          | 30,04        | 1 316       | 39,20       |
|                | Jean-Pierre Leccia  | DVD            | 691          | 21,80        | 616         | 18,35       |
|                | Eric Luciani        | PCF            | 241          | 7,60         |             |             |
|                | Dominique Massari   | DVG            | 91           | 2,87         |             |             |
|                |                     |                |              |              |             |             |
| Inscrits       | Inscrits            | Inscrits       | 4 108        | 100,00       | 4 108       | 100,00      |
| Abstentions    | Abstentions         | Abstentions    | 909          | 22,13        | 672         | 13,36       |
| Votants        | Votants             | Votants        | 3 199        | 77,87        | 3 436       | 83,64       |
| Blancs et nuls | Blancs et nuls      | Blancs et nuls | 39           | 0,94         | 79          | 2,30        |
| Exprimés       | Exprimés            | Exprimés       | 3 169        | 99,06        | 3 357       | 97,70       |

*sortant

### Canton de Corte
| Candidats      | Candidats              | Étiquette      | Premier tour | Premier tour |
| Candidats      | Candidats              | Étiquette      | Voix         | %            |
| -------------- | ---------------------- | -------------- | ------------ | ------------ |
|                | Pierre-Joseph Ghionga* | DVG            | 1 419        | 70,14        |
|                | Marcel Simeoni         | REG            | 388          | 19,18        |
|                | Claude Césari          | REG            | 216          | 10,68        |
|                |                        |                |              |              |
| Inscrits       | Inscrits               | Inscrits       | 3 694        | 100,00       |
| Abstentions    | Abstentions            | Abstentions    | 1 450        | 39,25        |
| Votants        | Votants                | Votants        | 2 244        | 60,75        |
| Blancs et nuls | Blancs et nuls         | Blancs et nuls | 221          | 9,85         |
| Exprimés       | Exprimés               | Exprimés       | 2 023        | 90,15        |

*sortant

### Canton de l'Île-Rousse
| Candidats      | Candidats         | Étiquette      | Premier tour | Premier tour |
| Candidats      | Candidats         | Étiquette      | Voix         | %            |
| -------------- | ----------------- | -------------- | ------------ | ------------ |
|                | Hyacinthe Mattei* | PS             | 2 382        | 77,34        |
|                | Pierre Maushart   | REG            | 562          | 18,25        |
|                | Jean Raff         | DVD            | 136          | 4,42         |
|                |                   |                |              |              |
| Inscrits       | Inscrits          | Inscrits       | 4 984        | 100,00       |
| Abstentions    | Abstentions       | Abstentions    | 1 784        | 35,79        |
| Votants        | Votants           | Votants        | 3 200        | 64,21        |
| Blancs et nuls | Blancs et nuls    | Blancs et nuls | 120          | 3,75         |
| Exprimés       | Exprimés          | Exprimés       | 3 080        | 96,25        |

*sortant

### Canton de Niolu-Omessa
| Candidats      | Candidats                 | Étiquette      | Premier tour | Premier tour | Second tour | Second tour |
| Candidats      | Candidats                 | Étiquette      | Voix         | %            | Voix        | %           |
| -------------- | ------------------------- | -------------- | ------------ | ------------ | ----------- | ----------- |
|                | Jean-Baptiste Castellani* | UMP            | 774          | 38,13        | 1 117       | 61,58       |
|                | Jacques-André Tomasini    | DVG            | 465          | 22,91        | 697         | 38,42       |
|                | Lucien Costa              | DVD            | 383          | 18,87        |             |             |
|                | Jean-Félix Acquaviva      | REG            | 324          | 15,96        |             |             |
|                | Antoine-Louis Luisi       | DVG            | 84           | 4,14         |             |             |
|                |                           |                |              |              |             |             |
| Inscrits       | Inscrits                  | Inscrits       | 2 896        | 100,00       | 2 896       | 100,00      |
| Abstentions    | Abstentions               | Abstentions    | 823          | 28,42        | 960         | 33,15       |
| Votants        | Votants                   | Votants        | 2 073        | 71,58        | 1 936       | 66,85       |
| Blancs et nuls | Blancs et nuls            | Blancs et nuls | 43           | 2,07         | 122         | 6,30        |
| Exprimés       | Exprimés                  | Exprimés       | 2 030        | 97,93        | 1 814       | 93,70       |

*sortant

### Canton de Prunelli-di-Fiumorbo
| Candidats      | Candidats                  | Étiquette      | Premier tour | Premier tour | Second tour | Second tour |
| Candidats      | Candidats                  | Étiquette      | Voix         | %            | Voix        | %           |
| -------------- | -------------------------- | -------------- | ------------ | ------------ | ----------- | ----------- |
|                | Pierre Siméon de Buochberg | DVD            | 1 549        | 35,26        | 2 335       | 51,51       |
|                | François Tiberi*           | DVG            | 1 181        | 26,88        | 2 198       | 48,49       |
|                | Jacques Bartoli            | DVG            | 828          | 18,85        |             |             |
|                | Joseph Colombani           | REG            | 383          | 8,72         |             |             |
|                | Christian Giovanni         | REG            | 313          | 7,12         |             |             |
|                | Estelle Massoni            | FN             | 139          | 3,16         |             |             |
|                |                            |                |              |              |             |             |
| Inscrits       | Inscrits                   | Inscrits       | 5 872        | 100,00       | 5 870       | 100,00      |
| Abstentions    | Abstentions                | Abstentions    | 1 445        | 24,61        | 1 249       | 21,28       |
| Votants        | Votants                    | Votants        | 4 427        | 75,39        | 4 621       | 78,72       |
| Blancs et nuls | Blancs et nuls             | Blancs et nuls | 34           | 0,77         | 88          | 1,90        |
| Exprimés       | Exprimés                   | Exprimés       | 4 393        | 99,23        | 4 533       | 98,10       |

*sortant

### Canton de Sagro-di-Santa-Giulia
| Candidats      | Candidats             | Étiquette      | Premier tour | Premier tour | Second tour | Second tour |
| Candidats      | Candidats             | Étiquette      | Voix         | %            | Voix        | %           |
| -------------- | --------------------- | -------------- | ------------ | ------------ | ----------- | ----------- |
|                | Ange-Pierre Vivoni    | PS             | 1 132        | 48,42        | 1 440       | 100,00      |
|                | Jean-Michel Sisco     | DVD            | 553          | 23,65        |             |             |
|                | Pasquale Rossi        | REG            | 294          | 12,57        |             |             |
|                | Alain Calisti         | PCF            | 152          | 6,50         |             |             |
|                | Jean-Marie Dominici   | DVG            | 131          | 5,60         |             |             |
|                | Jean-Christophe Spiga | FN             | 76           | 3,25         |             |             |
|                |                       |                |              |              |             |             |
| Inscrits       | Inscrits              | Inscrits       | 3 533        | 100,00       | 3 533       | 100,00      |
| Abstentions    | Abstentions           | Abstentions    | 1 152        | 32,61        | 1 893       | 53,58       |
| Votants        | Votants               | Votants        | 2 381        | 67,39        | 1 640       | 46,42       |
| Blancs et nuls | Blancs et nuls        | Blancs et nuls | 43           | 1,81         | 200         | 12,20       |
| Exprimés       | Exprimés              | Exprimés       | 2 338        | 98,19        | 1 440       | 87,80       |

### Canton de Venaco
| Candidats      | Candidats        | Étiquette      | Premier tour | Premier tour |
| Candidats      | Candidats        | Étiquette      | Voix         | %            |
| -------------- | ---------------- | -------------- | ------------ | ------------ |
|                | Michel Mezzadei* | DVG            | 1 076        | 80,72        |
|                | Marcel Césari    | REG            | 257          | 19,28        |
|                |                  |                |              |              |
| Inscrits       | Inscrits         | Inscrits       | 1 944        | 100,00       |
| Abstentions    | Abstentions      | Abstentions    | 555          | 28,55        |
| Votants        | Votants          | Votants        | 1 389        | 71,45        |
| Blancs et nuls | Blancs et nuls   | Blancs et nuls | 56           | 4,03         |
| Exprimés       | Exprimés         | Exprimés       | 1 333        | 95,97        |

*sortant